# Badia a Montemuro
Badia a Montemuro (o anche Badiaccia a Montemuro) è una frazione del comune italiano di Radda in Chianti, nella provincia di Siena, in Toscana.
Badia a Montemuro sorge a 706 metri di altezza sui fianchi del Monte San Michele. I resti dell'abbazia costituiscono la parte più interessante della frazione.

## Storia
La storia del borgo è strettamente legata con quella dell'abbazia di Montemuro, consacrata dai cardinali Umberto di Silva Candida e Pietro di Tuscolo nel 1058. Nel 1078 risulta già attiva una comunità monastica. Nel 1125 una bolla del papa Onorio II conferma il monastero all'ordine camaldolese, che quindi già da tempo si erano stabiliti nella zona; ai camaldolesi venne confermata anche la vicina chiesa di San Michele. All'inizio del XIV secolo la zona era di proprietà della famiglia dei Franzesi, signori di Staggia Senese. Niccolò Franzesi, capo della famiglia, nel 1308 dopo essere stato dichiarato fallito dal comune di Firenze e sottoposto a sequestro dei suoi beni si ribellò all'autorità e si asserragliò ponendo in assetto di guerra le sue proprietà tra cui il castello di Staggia e la badia a Montemuro.
Intorno alla metà del XIV secolo la badia tornò in possesso dei camaldolesi, ma all'inizio del XVI secolo questi la unirono al loro monastero di San Benedetto di Firenze. Quando nel 1529, durante l'assedio di Firenze, il monastero di San Benedetto venne distrutto, la badia fu unita al monastero degli Angeli, che ne mantenne il possesso fino ai primi anni del XIX secolo. Dopo la soppressione napoleonica l'abbazia andò incontro all'abbandono che fu il prologo al crollo di quasi tutte le strutture.

## Monumenti e luoghi d'interesse

### Chiesa di San Pietro a Montemuro

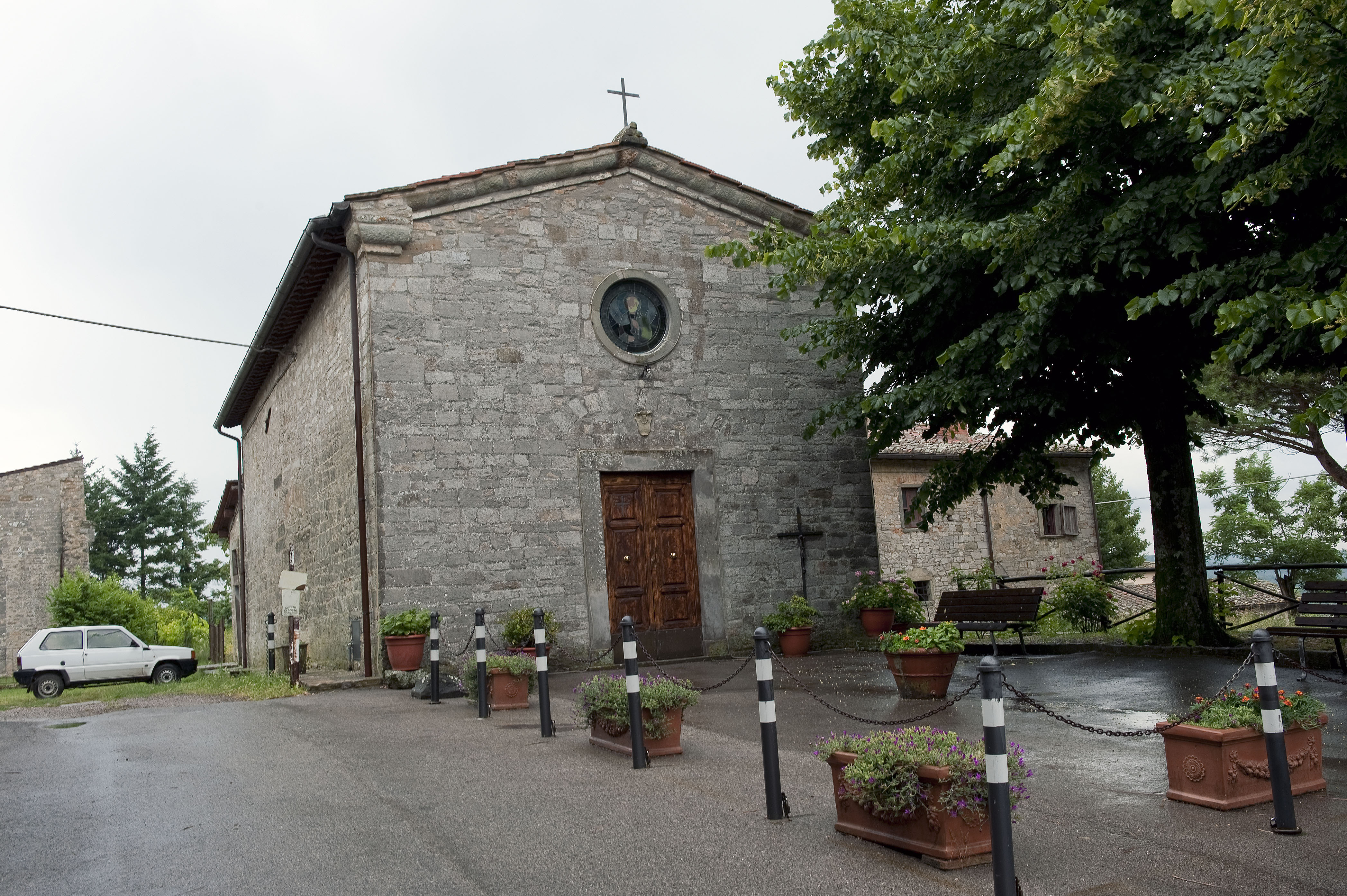
San Pietro a Montemuro

La chiesa di San Pietro è stata costruita con i materiali recuperati dall'abbazia. La chiesa è una semplice chiesetta ad aula unica. 
La facciata presenta un'apertura circolare sopra il portale di Ingresso. Il paramento murario è composta da bozze di alberese. Della vecchia chiesa abbaziale è rimasto il braccio sinistro del transetto che in origine era coperto con una volta a crociera. L'esistenza di questa parte della chiesa abbaziale fa capire che l'edificio religioso in antico era costituito da una chiesa con pianta a croce latina ad unica navata con transetti sporgenti, secondo uno schema abbastanza diffuso tra le chiese abbaziali. 
Fino alla fine degli anni settanta presso la chiesa si erano conservati alcuni capitelli erratici in arenaria. Uno di questi presentava agli angoli delle aquile ad ali spiegate, dimostrando una notevole affinità con i capitelli della non lontana pieve di Santa Maria Novella. Questi capitelli sono stati dispersi.